# 턱밑샘

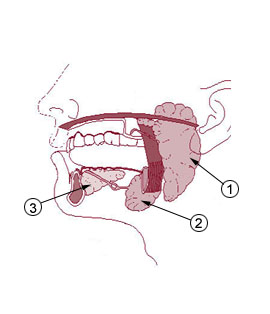
각 침샘의 위치 </br>
- 1)귀밑샘(Salivary glands) </br>
- 2) 턱밑샘(Submandibular gland) </br>
- 3) 혀아래샘(Sublingual gland)

턱밑샘(submandibular gland) 또는 악하선(顎下腺)은 인체에서 쌍을 이루어서 역할을 한다.(역사적 명칭은 위턱밑샘(submaxillary gland, 상악하선)) 신체에서 음식물 소화와 흡수를 촉진 하는 침샘 역할을 하고 있고, 턱의 아래에 위치하고 있다.

## 인체에서 기능
귀를 기준으로 하면, 귀볼의 바닥에서 안쪽 부분에 위치 한다. 두개의 턱밑샘은 각각의
무게가 약 15 그램에 인체의 총 침의 분비량에 대한 기여도는 60-67 % 타액(침)을  분비하는 침샘분비 신체 내부 기관중에서 가장 주요한 역할을 한다. 귀밑샘과 혀밑샘이 함께 침샘의 주요한 인체내 3대 침샘의 구성이 된다. 음식물 섭취 할때의 자극과 혀의 움직임 따라서 침샘에서 분비하는 침의 양이 조정된다.

## 위치와 인체내 역할
턱밑 침샘의 기능에는 근육과 함께 깊은 엽질로 구분되는 턱의 안쪽에 있다. :
- 기능을 보면, 턱밑 샘의 표면의 대부분 구성은,  동맥으로,턱 혀 뼈 근육에 연동되어 움직인다
- 턱밑 샘은 혀아래 근육에 같이 역시 연결되어 있다.

턱밑샘은 그들이 주위에 가장자리 턱 혀 뼈 근육에 부위에 있으며, 침샘의 배설관은 교차  신경을 통해서 연결된다. 그리고 궁극적으로 침이 흐르는 길 (드레인)으로 설하 (혀아래의 근육)  –작은 굴지의 양쪽에 있는 혀의 아래 근육과 함께 주요 설하(혀아래 근육) 에 대한 침이 흐르는 길이 된다. 침이 흐르는 길은 아래턱과 위턱의 사이에서 이동하는 통로가 형성된다.